# Maison forte Bovet
Pour les articles homonymes, voir Bovet.
La maison forte Bovet se situe au hameau Le Pont sur la commune de La Salle dans le Valdigne, en Vallée d'Aoste, le long de la RN 26 : il s'agit d'un ancien poste de défense aux confins des États de Savoie.

## Architecture
Il s'agit d'une structure solide carrée en pierre sur quatre étages, aux murs renforcés par des contreforts. L'entrée présente une arcade avec une architrave décorée du côté nord, avec en plus une lucarne au-dessus pour la défense ; une petite fenêtre en pierre décorée et une fenêtre    géminée du XVe siècle se situent à côté.
À l'intérieur, un escalier hélicoïdal en pierre et en bois relient trois étages.
Un arbre remarquable (Sambucus nigra de 250 ans environ) se situe dans la cour intérieure, qui n'est pas ouverte au public.

## Histoire
Ce quadrilatère appartenait autrefois aux nobles Bovet. Les Boveti, ainsi les dénomme Jean-Baptiste de Tillier, une importante famille noble sallereine, y ont habité du XIIIe siècle au XVIe siècle. Aymonet Boveti, notaire impérial, est cité dans un document du Chapitre de la Cathédrale d'Aoste du 3 janvier 1372. Celle du Pont de La Salle n'est que l'une des maisons fortes appartenant à l'époque à cette famille, figurant parmi les plus anciennes :

« On trouve (...) plusieurs tours et maisons fortes de gentilshommes, dont les principales sont celles de l'Archet, de Rubilly, de Léaval, de la Ruine et de Bozel sur Morgex, du Chatelar, de Lecours, des Corsi, et de Passorio, autrefois des Boveti, à La-Salle, et encore du Chatelar à la Thuille, dont les familles sont à présent toutes entièrement éteintes et anéanties. (Jean-Baptiste de Tillier) »

En raison d'une alliance de mariage, cette maison forte est passée ensuite des Bovet aux nobles de Passorio, qui ont donné leur nom à une autre maison présente à La Salle.
Cette antique demeure fut dégradée lors du passage des troupes françaises lors des invasions de 1691.

## Reconnaissances et restauration
La maison forte Bovet est devenue monument national en 1939
Une campagne de restauration a intéressé ce bâtiment autour 2006. Elle est aujourd'hui une habitation privée composée de six appartements.

## Galerie de photos

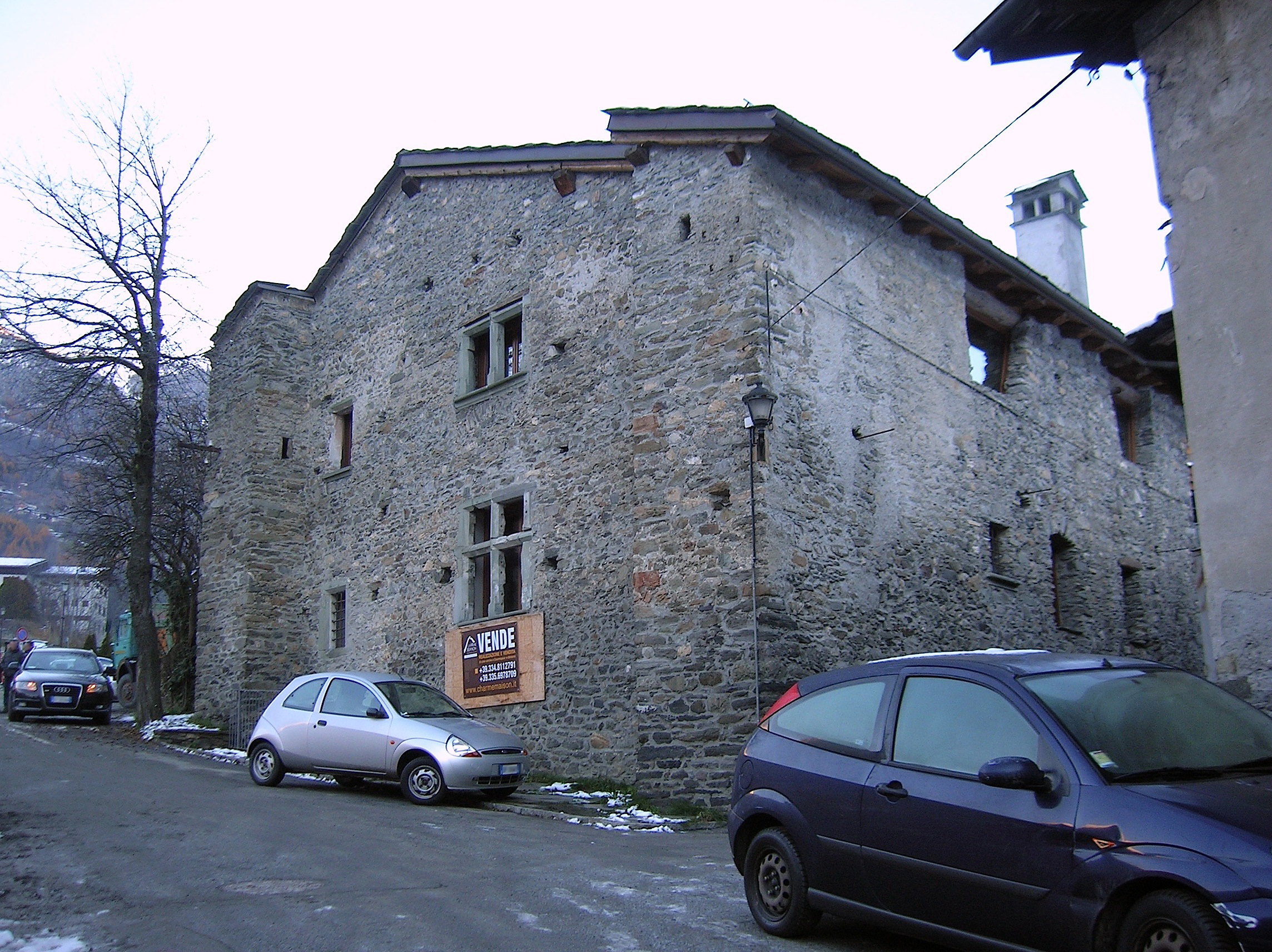
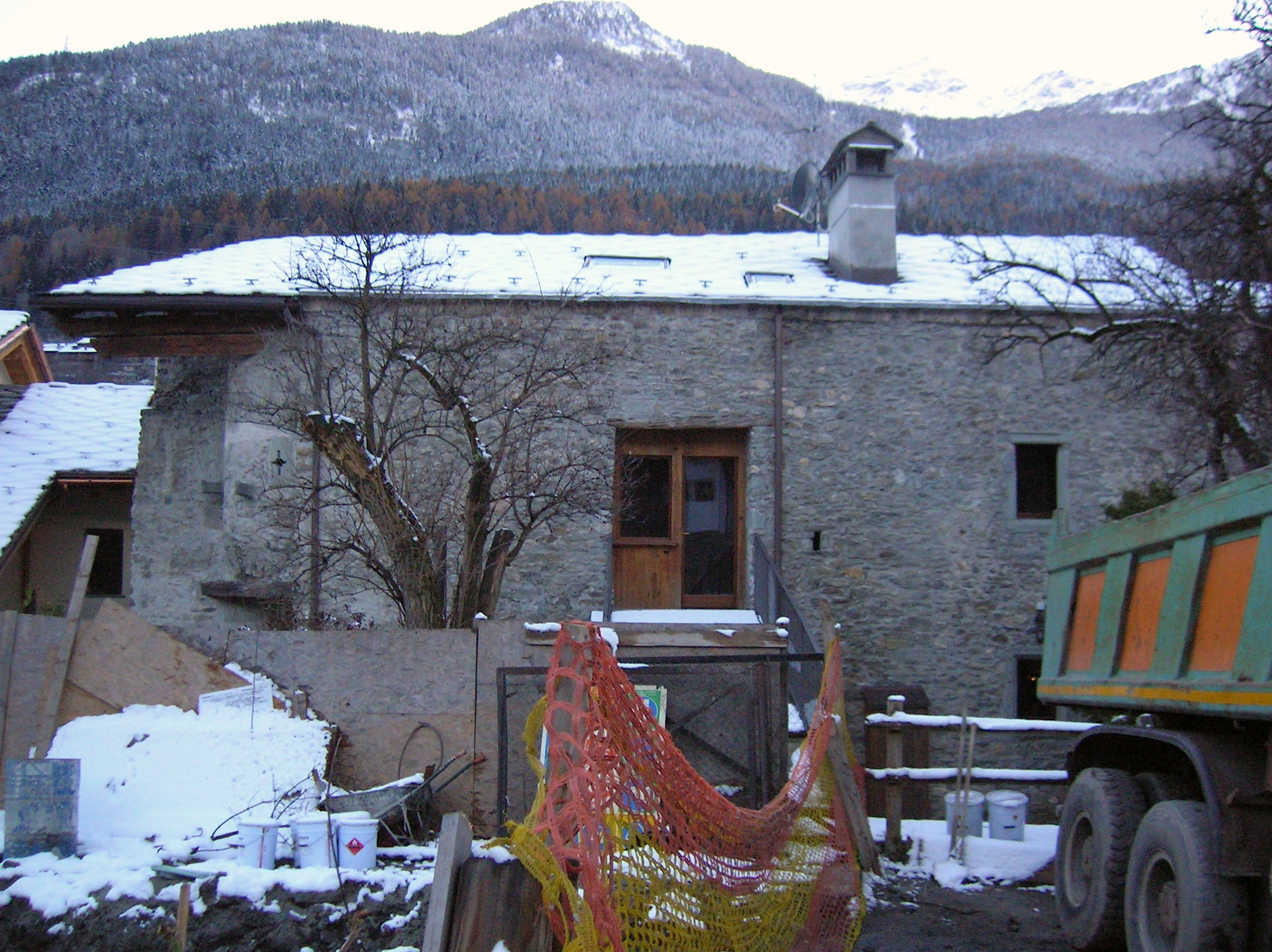
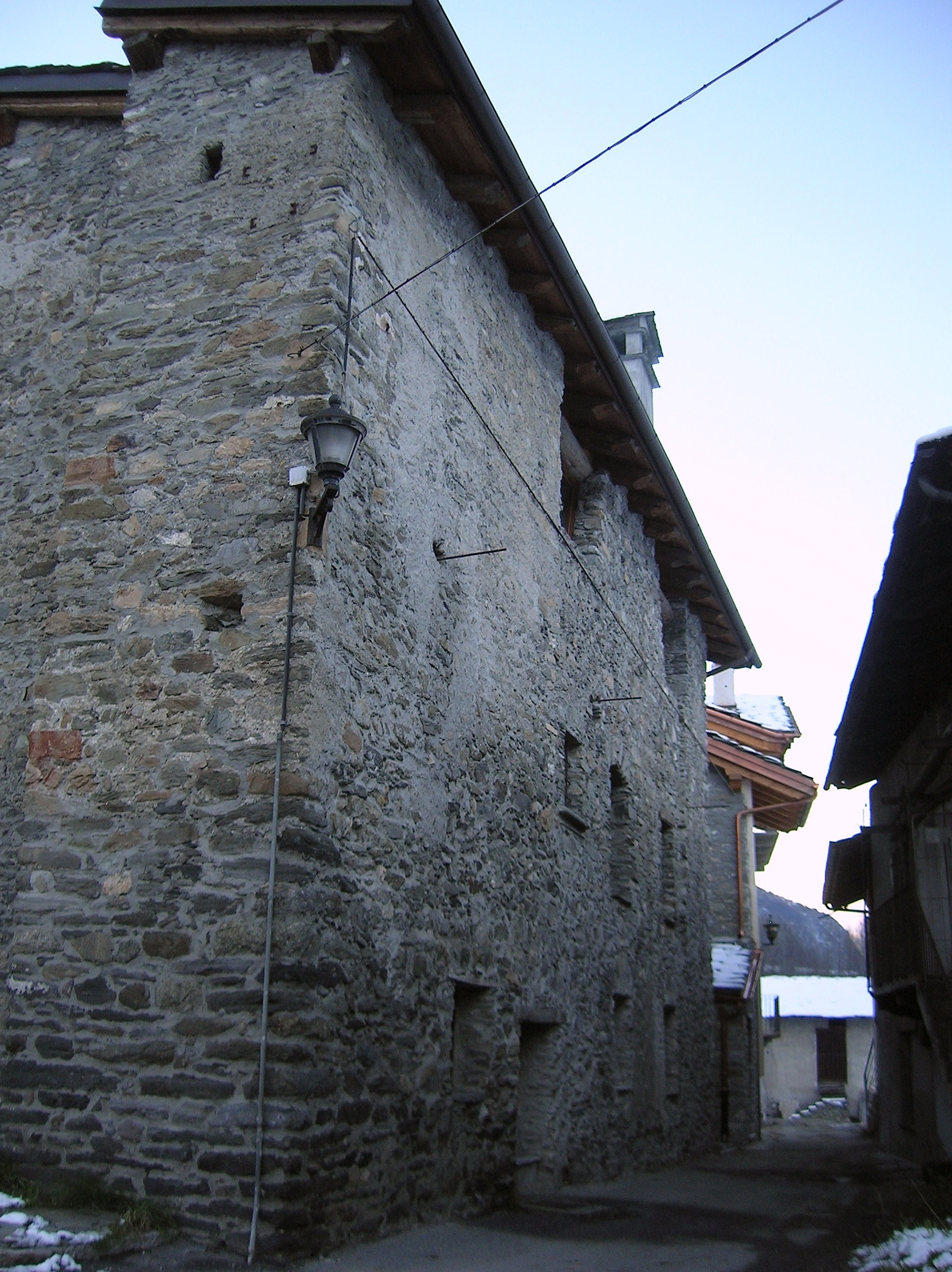